# 膃肭獣保護条約
膃肭獣保護条約（おっとせいほごじょうやく）は、1911年に日本が締結したオットセイおよびラッコの保護に関する条約。動物保護に関しては、草創期の条約である。

## 背景
18世紀、ヴィトゥス・ベーリングのアラスカ探検に同行した博物学者ゲオルグ・ヴィルヘルム・シュテラーは、欧州にラッコの毛皮などを持ち帰り紹介した。やがてラッコの毛皮は、緻密でしなやかな点が評判になり、1872年から千島列島一帯に一攫千金を狙った捕獲者の船が出没し乱獲が始まった。日本も1873年以降、狩猟に加わるようになり、明治時代初頭の国内でもラッコの毛皮がブームになったという。このため19世紀中頃には、20万とも30万頭とも推測された生息数はまたたくまに減少し絶滅寸前の状態となった。密猟者であったH.J.スノーは、1885年に70-80頭しか捕獲できなくなったことを記している（「北千島調査報文」北海道庁編）。同時期に生息域が重複するオットセイも、毛皮のほか漢方薬の原料として流通したため激減。生息域の周辺諸国であるロシア帝国、日本、アメリカ合衆国、カナダの4カ国は1911年に国際条約を締結し、乱獲に歯止めを掛ける措置を講じるに至った。

## 失効
条約は15年の時限条約であり、それ以降は1年前に通告することで破棄できることとされていた。日本はその改定を望んだが、主にアメリカ合衆国の反対により改定の協議は行われなかった。第二次世界大戦直前の1940年10月23日に日本が条約の破棄と新協定の骨子を通告したものの、新協定の締結を見ることなく1941年10月22日をもって失効した。しかしオットセイやラッコの保護は、各国の国内法及び二国間の条約などで継続された。1957年には、膃肭獣保護条約を間接的に引き継ぐ形で、持続的な生産と保護を目的に、北太平洋のオットセイの保存に関する暫定条約が旧加盟国により締結された。その後、海棲哺乳類に限らず国際的に生態系の保護が積極的に図られるようになったことから、1984年に同条約も歴史的使命を終えて失効している。